# Glattfelden
Glattfelden – miejscowość i gmina (Politische Gemeinde) w północnej Szwajcarii, w kantonie Zurych, w okręgu (Bezirk) Bülach. Leży u ujścia rzeki Glatt do Renu.

## Demografia
W Glattfelden mieszka 5258 osób. W 2021 roku 24% populacji gminy stanowiły osoby urodzone poza Szwajcarią.

## Transport
Przez teren gminy przebiegają autostrada A50 oraz drogi główne nr 4, nr 7 i nr 348.